# 洛陽八関
洛陽八関（らくようはっかん）は、洛陽城の防衛を目的に洛陽盆地・伊川盆地一帯に設置されていた八つの関所（函谷関・伊闕関・広成関・大谷関・轘轅関・旋門関・孟津関・小平津関）の総称である。八関都邑とも称される。

## 概要
各々の関所の具体的な設立年代は不明だが、後漢時代には既に存在していたという。正式に運用されるようになったのは後漢時代の中平元年（184年）、大将軍何進により八関都尉の役職が各関所に置かれ、軍事拠点として整備された事による。これらは洛陽城の一大防衛拠点となり、また各諸侯との使者の往来にも大きな影響を及ぼし、後代の王朝でも引き続き運用された。洛陽を攻略するに当たってはこれらの関所を突破せねばならず、外敵との戦いにおいては戦局に大きな影響を及ぼす事となった。これら八関以外にも、洛陽の西には潼関（現在の陝西省渭南市潼関県の北部）、東には虎牢関（現在の河南省鄭州市滎陽市汜水鎮の西南部）、北には天井関（現在の山西省晋城市沢州県太行山頂）と軹関（現在の河南省済源市の西部）等の関所が存在しており、これらもまた同じく洛陽防衛の為の軍事上の要地として機能していた。

## 八関

### 函谷関（かんこくかん）
場所は現在の河南省洛陽市新安県城関鎮。洛陽の西面防衛における要地であり、西は長安を望み、南は澗河に臨み、北は邙山（現在の河南省洛陽市孟津区・洛竜区・偃師区）に面していた。その堅牢さは『一夫当関、万夫莫開（一人が関所を守れば、万人をもってしても突破する事が出来ない）』と称され、難攻不落の関所といわれた。

### 伊闕関（いけつかん）
場所は現在の河南省洛陽市伊川県の北部。洛陽城南にある龍門山（龍門西山）と香山（龍門東山）の間の渓谷に位置し、両山の間には伊川が流れている。洛陽南面の重要な要害であり、洛陽と荊州方面を往来する際に必ず通過する場所であった。

### 広成関（こうせいかん）
場所は現在の河南省平頂山市汝州市臨汝鎮の南部。後漢の光武帝により設置された広成苑のすぐ南にある事からその名がついた。東北に迎風山・長蛇山・娘娘山・和尚山・白雲山・盤龍山があり、西南に大馬山・大虎嶺がある。伊闕関同様、荊州方面へ往来する際の要塞であった。

### 大谷関（たいこくかん）
場所は現在の河南省洛陽市伊川県白沙鎮。嵩山と龍門山の山間に位置しており、南面防衛における要衝の一つ。

### 轘轅関（かんえんかん）
場所は現在の河南省洛陽市偃師区と鄭州市登封市・鞏義市の境界。太室山（嵩山の一峰）と少室山（嵩山の一峰）の山間部に位置し、斜面の終端に設置されていた。許昌・陳郡（南西部）の方面における要衝である。

### 旋門関（せんもんかん）
場所は現在の河南省鄭州市滎陽市汜水鎮の西南部。洛陽東面防衛の第一関であった。

### 孟津関（もうしんかん）
場所は河南省洛陽市孟津区の南部。黄河の河心に位置し、渡し場としても重要な役割を担っていた。洛陽北面における要津である。

### 小平津関（しょうへいしんかん）
場所は河南省洛陽市孟津区の西北部。同じく黄河の河心に位置し、渡し場の一つでもあった。その重要度は富平津（孟津の別称）に次ぐものであり、故に小平津と名付けられた。